# Neudorf (Zeithain)
Neudorf ist ein rechtsseitig der Elbe gelegener Ortsteil der sächsischen Gemeinde Zeithain im Landkreis Meißen.

## Geografie und Verkehrsanbindung
Das Dorf und spätere Landgemeinde wurde nach 1945 auf dem Zeithainer Truppenübungsplatz angelegt. Es befindet sich am östlichen Rand der Gohrischheide und wird von der Bundesstraße 169 durchquert. Östlich von Neudorf liegt Streumen, nordöstlich Wülknitz, nördlich liegt Lichtensee. Südlich von Neudorf liegt Zeithain und südwestlich Glaubitz.
Die Bundesstraße B 169 durch Neudorf. In Neudorf verkehrt mit Stand 2022 eine Regionalbuslinie zwischen Riesa und Gröditz, wo Anschluss an die Bundesstraße B 182 und das Eisenbahnnetz besteht.

## Geschichte
400 Meter vom heute zu Neudorf gehörenden Wasserturm lag ein ehemaliges Wehrmachtsobjekt, das Waldlager. In ihm waren Flüchtlinge und Ausgebombte untergebracht. Neben diesen waren dort auch Bewerber für zukünftige Neubauernstellen untergebracht.
Um neuen Wohnraum und Neubauernstellen für Flüchtlinge zu schaffen, war geplant, neben dem Wiederaufbau von Adelsdorf als Dorf der Jugend noch zwei neue Dörfer auf dem Gelände des Truppenübungsplatzes Zeithain zu errichten. Für den Namen des neuen Dorfes wurde im Landratsamt Großenhain ein Preisausschreiben für Namensvorschläge durchgeführt und aus den dort eingereichten 14 Vorschlägen der Sieger Neudorf am 30. Dezember 1945 ermittelt.
Am 6. Januar 1946 erfolgte die Grundsteinlegung für die erste Siedlerstelle. Als Baumaterial dienten überwiegend die sogenannten „Reichsarbeitsdienst-Baracken“ aus dem Gefangenenlager Jacobsthal und zum anderen Ziegelsteine aus den Ruinen gesprengter Munitionsgebäude zwischen Zeithain und dem Wasserturm, die von Bauern mit ihren Gespannen zusammengekarrt und von Frauen abgeputzt wurden. Zum Aufbau wurden in umliegenden Gemeinden zahlreiche Menschen dienstverpflichtet. Leider reichte die Transportkapazität nicht, so dass die mühsam zusammengetragenen Baumaterialien nicht rechtzeitig abtransportiert werden konnte und oft durch die Besatzungsmacht beschlagnahmt wurde oder nachts durch Unbefugte gestohlen wurde. Am 10. März 1946 erfolgte die Übergabe der ersten sieben Siedlerstellen in feierlicher Form an die Neusiedler durch Landrat Oles, der die Besitzurkunden überreichte. Im Anschluss an die feierliche Übergabe der Höfe erfolgte die Verlosung des Viehs, das den Bauern von Neudorf durch die Hilfe des ganzen Landes zur Verfügung gestellt werden konnte. Gegenstand der Verlosung waren Pferde, Kühe, Schweine und Schafe. Mitte April 1946 war das eingeplante Baugeld fast aufgebraucht. Die Volkssolidarität half mit weiteren 250000 RM Soforthilfe aus.
Im Oktober 1946 konnte die neue Heideschule mit 2 Klassenzimmern und 77 Schülerinnen und Schülern eröffnet werden. Es gab inzwischen neben der Volksschule eine Gemeindeverwaltung, die Poststelle. Es gab auch eine Gaststätte, ein Lebensmittelgeschäft, Schmiede, Stellmacher, Ofensetzer, Schuhmacher sowie eine Gärtnerei. Ende des Jahres 1947 waren in Neudorf von den 50 vorgesehenen Siedler- und Handwerkerstellen 38 ganz oder teilweise fertig gestellt und Sieben Siedlerstellen waren begonnen.
Nach der Gebietsreform 1952 wurde Neudorf dem Kreis Riesa im Bezirk Dresden zugeordnet.
Am 26. August 1952 wurde die LPG Typ I "Fortschritt" von 5 Bauern mit dem Vorsitzenden Wilhelm Pech gegründet. Der Bau des volkseigenen Mastbetriebes 1954 brachte Arbeitsplätze und neuen Wohnraum. Die Schweinemastanlage, nach den neuesten sowjetischen Erfahrungen gebaut, besaß eine Kapazität von 1.250 Schweinen. Die restlichen Bauern Neudorfs schlossen sich am 23. November 1957 zur "LPG Vorwärts" TYP III zusammen. Die Fruchtbarkeit der Felder erhöhte sich langsam durch die Ausbringung von Schweinedung aus der Schweinemastanlage. In den folgenden Jahren wurden die Neudorfer LPGs mit der Streumener LPG vereinigt. 1970 wurde der Ort nach Zeithain eingemeindet. Nach der Deutschen Wiedervereinigung kam Neudorf zum wiedergegründeten Freistaat Sachsen. Die folgenden Gebietsreformen in Sachsen ordneten den Ortsteil 1994 dem Landkreis Riesa-Großenhain und 2008 dem Landkreis Meißen zu. Im gleichen Jahr wurde ein neuer Bebauungsplan verabschiedet, der den Weg frei machte für 51 neue Parzellen mit je 1000 Quadratmetern, auf denen neue Häuser entstehen. Neudorfs Bevölkerung wird weiter wachsen.

### Bevölkerungsentwicklung
| Jahr | Einwohner  |
| ---- | ---------- |
| 1946 | 459        |
| 1950 | 218        |
| 1964 | 157        |
| 1970 | → Zeithain |
| 2007 | 136        |